# Jessika Soors
Jessika Soors, née le 17 mars 1988 à Jette, est une femme politique belge, membre de Groen.

## Biographie
Jessika Soors nait le 17 mars 1988 à Jette.
Le 12 novembre 2020, elle cède sa place de députée fédérale à la Chambre des représentants à la suppléante Eva Platteau et rentre dans le cabinet de la secrétaire d'État Sarah Schlitz en devenant directrice politique et porte-parole,.